# Альтаїр (Драбів)
Футбольний клуб «Альтаїр» (Драбів) — український аматорський футбольний клуб з смт Драбів Черкаської області, заснований у 2013 році. Виступає у Чемпіонаті та Кубку Черкаської області. Домашні матчі приймає на стадіоні «Колос».Президент клубу —Плічко Григорій Іванович. Начальник команди — Пузир Ігор Іванович. Головним тренером команди протягом 2017—2020 років був Роман Поліщук, а у 2020 році головним тренером команди було призначено Гопку Олега Петровича.

## Досягнення
- У дебютному футзальному сезоні -2014 року "Альтаїр" став бронзовим призером чемпіонату Черкас. А в чемпіонаті області зупинився на стадії 1/8 фіналу.

- “Альтаїр” – чемпіон Черкаської області з футзалу-2015 року!

– Вперше в чемпіонаті Черкаської області, у складі "Альтаїра" грали колишні гравці Екстра-ліги, Валерій Замятін, В’ячеслав Чуднов і Сергій Якунін;
- "Альтаїр"-чемпіон Екстра-ліги Черкаської області з футзалу-2016 року.
- Учасник Всеукраїнського фіналу аматорської футзальної ліги України 2015 та 2016 рр.

- Переможець турніру пам’яті заслуженого тренера України В.В.Першина 2017 та 2018 р.

- Володар «Кубка ОТГ Білозір'я – Академії футболу «Черкаський Дніпро-Зоря» 2018 р.

- Чемпіонат Черкаської області

- 2016р. 5-місце

- 2017р. 5-місце

- Срібний призер: 2018

Найтитулованіший футболіст команди!!! ОРДИНСЬКИЙ ВОЛОДИМИР
- Чемпіон: 2019.
- 2020р. 5-місце

- Кубок Черкаської області
  - Фіналіст : 2018
  - Переможець: 2019
  - Переможець : 2020

## Статистика та рекорди клубу
Перший офіційний матч в Чемпіонаті: 30 квітня 2016 р - ФК "Спартак"- "Альтаїр" 0-0
Перша перемога в офіційному матчі: 7 травня 2016 р - Альтаїр-Олімп 2-1
Перша поразка в офіційному матчі: 22 травня 2016 р - Альтаїр-СК "Базис" 0-2
- Командні рекорди:

Перемога з найбільшим рахунком - 2 тур. 4 липня (субота) 2020 рік. «Альтаїр» Драбів – «Авангард» Монастирище 10:1 (5:1)
Поразка з найбільшим рахунком -  07.10.2017 р. «ЛНЗ-Лебедин» – «Альтаїр» 6:0 
Найбільше забито голів гравцем в одному матчі: Віталій Зоря – шість забитих м‘ячів Авангарду 4 липня (субота) 2020 рік.
Найбільше забито голів загалом в офіційних матчах: Юрій Дмитренко - 37
Найкращий бомбардир за сезон: Зоря Віталій («Альтаїр» Драбів) – 18 голів
- Найкращий гравець Альтаїра 2017 року  футболіст року-2017, капітан команди.

Дмитренко Юрій Петрович (24.03.1987 р.)
- Лауреати Чемпіонату області-2018 року.  Найкращий футболіст -2018 року та найкращий захисник. ЮРІЙ ДМИТРЕНКО Воротарі на 3- місці Магльований Ярослав НАПІВЗАХИСНИКИ на 3-місці Ординський Володимир ТРЕНЕРИ на 2-місці Поліщук Роман.

- Найкращий гравець 2019 року : ЮРІЙ ДМИТРЕНКО Кращий бомбардир за підсумками сезону (Кубок+Чемпіонат)
- Кращий футболіст фінального матчу за Кубок Черкащини-2019 року СЕРГІЙ БІДА

- Кращий гравець сезону 2020 року ХАЛІЛОВ ЯГУФ
- "Старожили" 5 сезонів у великому футболі у складі  Фк.Альтаїр  АДЖУБЕЙ ВЛАДИСЛАВ МАГЛЬОВАНИЙ ЯРОСЛАВ